# Cadalen
Cadalen (en occitan Cadaluènh) est une commune française située dans le département du Tarn, en région Occitanie. Sur le plan historique et culturel, la commune est dans le Gaillacois, un pays qui doit sa notoriété à la qualité de ses vins.
Exposée à un climat océanique altéré, elle est drainée par le Candou, le Ruisseau de Saudronne, le ruisseau de Banis, le ruisseau de labordes, le ruisseau de Lenjou et par divers autres petits cours d'eau.
Cadalen est une commune rurale qui compte 1 540 habitants en 2022.  Elle fait partie de l'aire d'attraction d'Albi. Ses habitants sont appelés les Cadalénois ou  Cadalénoises.

## Géographie
Commune située sur le ruisseau de Saudronne, à une vingtaine de kilomètres au sud-ouest d'Albi.

### Communes limitrophes
Cadalen est limitrophe de neuf autres communes.
Les communes limitrophes sont  Aussac, Brens, Florentin, Fénols, Labessière-Candeil, Lagrave, Lasgraisses, Peyrole et Técou.
| Brens   | Lagrave            | Florentin, Aussac |
| Técou   | Cadalen            | Fénols            |
| Peyrole | Labessière-Candeil | Lasgraisses       |

### Géologie et relief
La superficie de la commune est de 4 041 hectares ; son altitude varie de 163  à   325 mètres.

### Voies de communication et transports
La commune est bien desservie par l'ancienne route nationale 88 et par l'A68.
La ligne 704 du réseau régional liO assure la desserte de la commune, en la reliant à Castres et à Gaillac.

### Hydrographie
La commune est dans le bassin de la Garonne, au sein du bassin hydrographique Adour-Garonne. Elle est drainée par le Candou, le ruisseau de Saudronne, le ruisseau de Banis, le ruisseau de labordes, le ruisseau de Lenjou, le ravin de Verrières, le ruisseau de la Bouffie, le ruisseau de Merdialou, le ruisseau de Sirven, le ruisseau Riou Frech et par divers petits cours d'eau, qui constituent un réseau hydrographique de 51 km de longueur totale,.
Le Candou, d'une longueur totale de 11,2 km, prend sa source dans la commune de Lasgraisses et s'écoule du sud-est vers le nord-ouest. Il traverse la commune et se jette dans le ruisseau de Saudronne à Brens, après avoir traversé 3 communes.
Le ruisseau de Saudronne, d'une longueur totale de 22,2 km, prend sa source dans la commune et s'écoule vers le nord. Il traverse la commune et se jette dans le Tarn à Brens, après avoir traversé 3 communes.

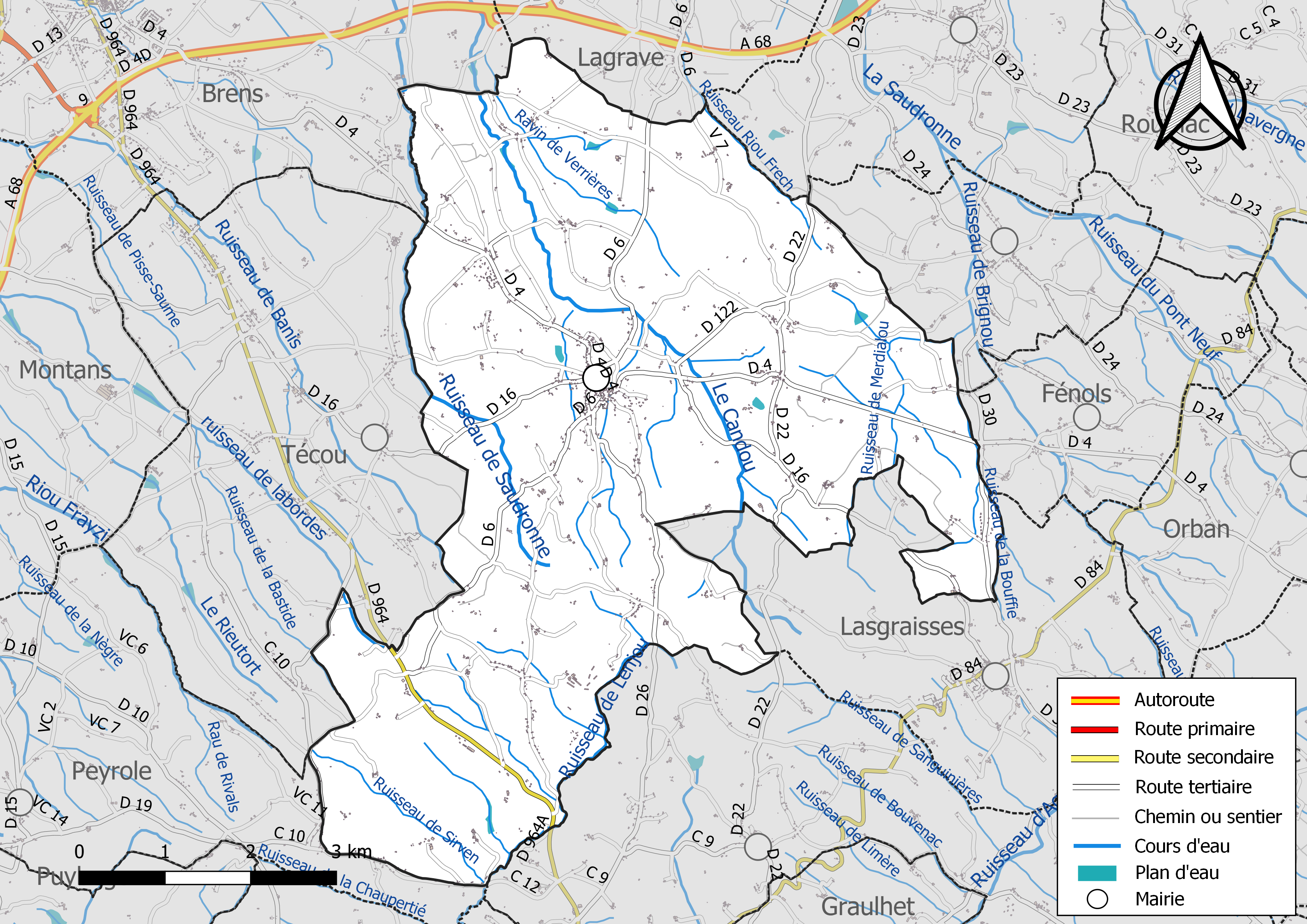
Réseaux hydrographique et routier de Cadalen.

### Climat
Pour des articles plus généraux, voir Climat de l'Occitanie et Climat du Tarn.
En 2010, le climat de la commune est de type climat du Bassin du Sud-Ouest, selon une étude du Centre national de la recherche scientifique s'appuyant sur une série de données couvrant la période 1971-2000. En 2020, Météo-France publie une typologie des climats de la France métropolitaine dans laquelle la commune est exposée à un climat océanique altéré et est dans la région climatique Aquitaine, Gascogne, caractérisée par une pluviométrie abondante au printemps, modérée en automne, un faible ensoleillement au printemps, un été chaud (19,5 °C), des vents faibles, des brouillards fréquents en automne et en hiver et des orages fréquents en été (15 à 20 jours).
Pour la période 1971-2000, la température annuelle moyenne est de 13 °C, avec une amplitude thermique annuelle de 16,2 °C. Le cumul annuel moyen de précipitations est de 807 mm, avec 10,2 jours de précipitations en janvier et 5,5 jours en juillet. Pour la période 1991-2020, la température moyenne annuelle observée sur la station météorologique de Météo-France la plus proche, « Albi », sur la commune du Sequestre à 12 km à vol d'oiseau, est de 13,8 °C et le cumul annuel moyen de précipitations est de 733,9 mm. 
La température maximale relevée sur cette station est de 42,3 °C, atteinte le 23 août 2023 ; la température minimale est de −20,4 °C, atteinte le 16 janvier 1985,,.
Les paramètres climatiques de la commune ont été estimés pour le milieu du siècle (2041-2070) selon différents scénarios d'émission de gaz à effet de serre à partir des nouvelles projections climatiques de référence DRIAS-2020. Ils sont consultables sur un site dédié publié par Météo-France en novembre 2022.

### Milieux naturels et biodiversité
Aucun espace naturel présentant un intérêt patrimonial n'est recensé sur la commune dans l'inventaire national du patrimoine naturel,,.

## Urbanisme

### Typologie
Au 1er janvier 2024, Cadalen est catégorisée commune rurale à habitat dispersé, selon la nouvelle grille communale de densité à sept niveaux définie par l'Insee en 2022.
Elle est située hors unité urbaine. Par ailleurs la commune fait partie de l'aire d'attraction d'Albi, dont elle est une commune de la couronne,. Cette aire, qui regroupe 91 communes, est catégorisée dans les aires de 50 000 à moins de 200 000 habitants,.

### Occupation des sols
L'occupation des sols de la commune, telle qu'elle ressort de la base de données européenne d’occupation biophysique des sols Corine Land Cover (CLC), est marquée par l'importance des territoires agricoles (90,5 % en 2018), une proportion identique à celle de 1990 (90,5 %). La répartition détaillée en 2018 est la suivante : 
terres arables (71,1 %), zones agricoles hétérogènes (13,3 %), forêts (9,5 %), cultures permanentes (5,7 %), prairies (0,4 %). L'évolution de l’occupation des sols de la commune et de ses infrastructures peut être observée sur les différentes représentations cartographiques du territoire : la carte de Cassini (XVIIIe siècle), la carte d'état-major (1820-1866) et les cartes ou photos aériennes de l'IGN pour la période actuelle (1950 à aujourd'hui).

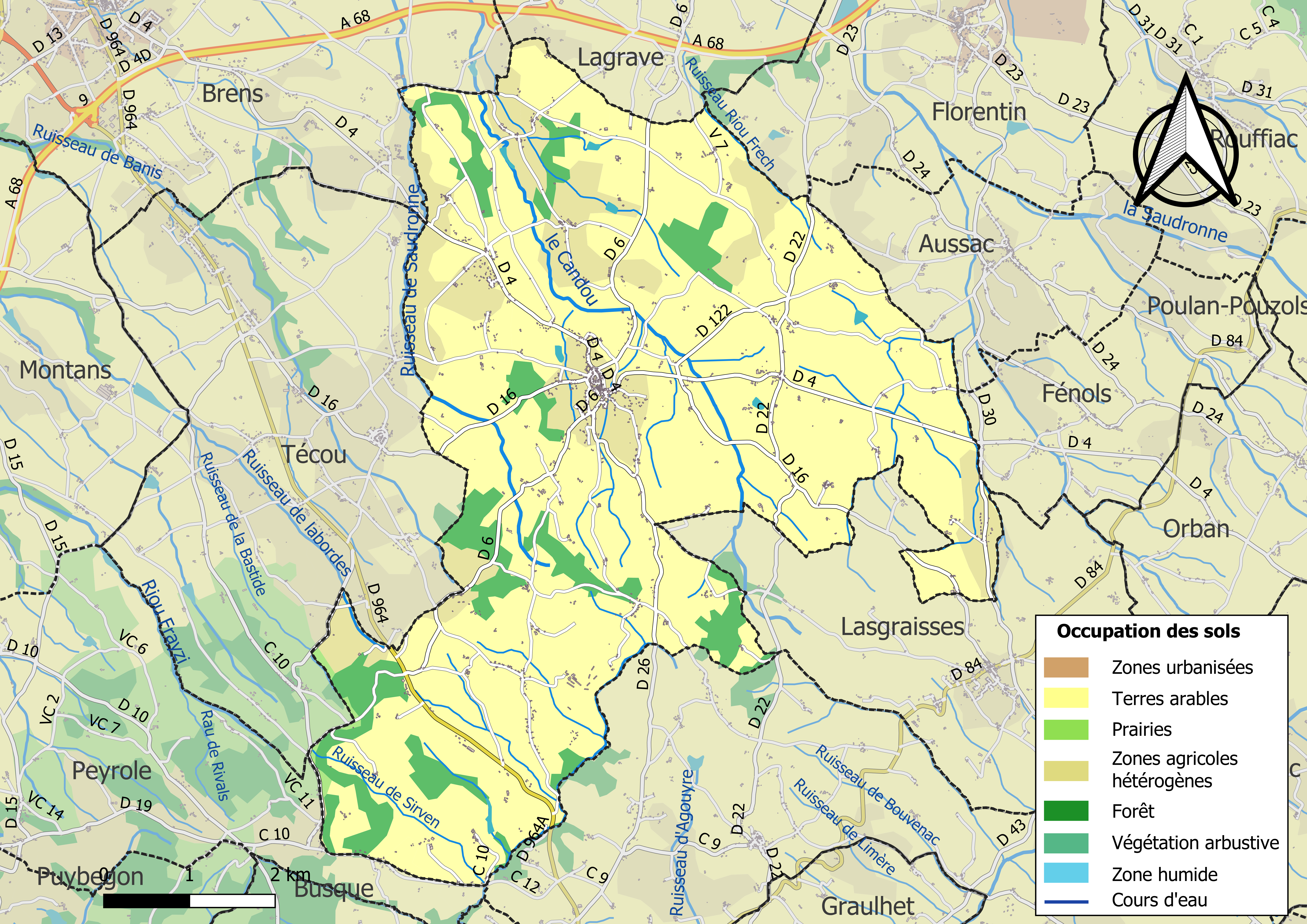
Carte des infrastructures et de l'occupation des sols de la commune en 2018 (CLC).

### Risques majeurs
Le territoire de la commune de Cadalen est vulnérable à différents aléas naturels : météorologiques (tempête, orage, neige, grand froid, canicule ou sécheresse), inondations, mouvements de terrains et séisme (sismicité très faible). Il est également exposé à un risque technologique,  le transport de matières dangereuses. Un site publié par le BRGM permet d'évaluer simplement et rapidement les risques d'un bien localisé soit par son adresse soit par le numéro de sa parcelle.

#### Risques naturels
Certaines parties du territoire communal sont susceptibles d’être affectées par le risque d’inondation par débordement de cours d'eau, notamment le ruisseau de Saudronne et le Candou. La cartographie des zones inondables en ex-Midi-Pyrénées réalisée dans le cadre du XIe Contrat de plan État-région, visant à informer les citoyens et les décideurs sur le risque d’inondation, est accessible sur le site de la DREAL Occitanie. La commune a été reconnue en état de catastrophe naturelle au titre des dommages causés par les inondations et coulées de boue survenues en 1982, 1988, 1992 et 1994,.
Cadalen est exposée au risque de feu de forêt. En 2022, il n'existe pas de Plan de Prévention des Risques incendie de forêt (PPRif). Le débroussaillement aux abords des maisons constitue l’une des meilleures protections pour les particuliers contre le feu,.

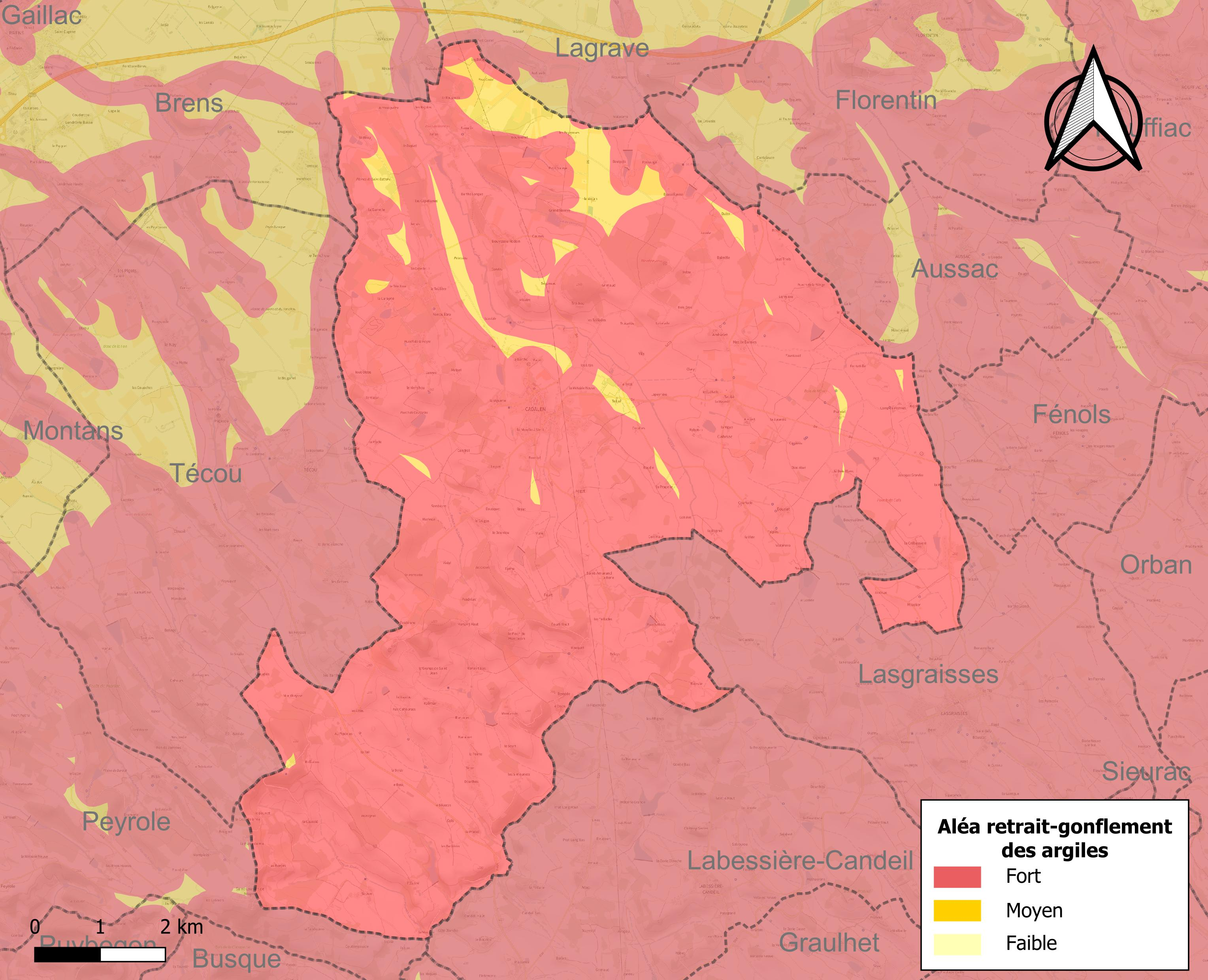
Carte des zones d'aléa retrait-gonflement des sols argileux de Cadalen.

La commune est vulnérable au risque de mouvements de terrains constitué principalement du retrait-gonflement des sols argileux. Cet aléa est susceptible d'engendrer des dommages importants aux bâtiments en cas d’alternance de périodes de sécheresse et de pluie. La totalité de la commune est en aléa moyen ou fort (76,3 % au niveau départemental et 48,5 % au niveau national). Sur les 667 bâtiments dénombrés sur la commune en 2019, 667 sont en aléa moyen ou fort, soit 100 %, à comparer aux 90 % au niveau départemental et 54 % au niveau national. Une cartographie de l'exposition du territoire national au retrait gonflement des sols argileux est disponible sur le site du BRGM,.
Par ailleurs, afin de mieux appréhender le risque d’affaissement de terrain, l'inventaire national des cavités souterraines permet de localiser celles situées sur la commune.

#### Risques technologiques
Le risque de transport de matières dangereuses sur la commune est lié à sa traversée par des infrastructures routières ou ferroviaires importantes ou la présence d'une canalisation de transport d'hydrocarbures. Un accident se produisant sur de telles infrastructures est susceptible d’avoir des effets graves sur les biens, les personnes ou l'environnement, selon la nature du matériau transporté. Des dispositions d’urbanisme peuvent être préconisées en conséquence.

## Toponymie
Le nom de la localité est attesté sous la forme Cadalonium vers 1062.
L'étymologie du mot Cadalen provient de l'occitan cada, « chaque », et len caractérisant le lichen, très présent aux alentours de la commune. Autre explication plus officielle trouvée dans "Communes du Tarn, Dictionnaire de géographie administrative du Conseil Général du Tarn, Archives Départementales 1990 " : Nom de personne romain "Catalonius" dérivé de "Cathalonia" (Catalogne) Catalen devenu Cadalen (1158)

## Histoire

### Héraldique
| Cadalen | Son blasonnement est : D'or à la fasce de sable. |

## Politique et administration

### Administration municipale
Le nombre d'habitants au recensement de 2011 étant compris entre 1 500 habitants et 2 499 habitants, le nombre de membres du conseil municipal pour l'élection de 2014 est de dix-neuf,.

### Rattachements administratifs et électoraux
Commune faisant partie de l'arrondissement d'Albi de la communauté d'agglomération Gaillac Graulhet Agglomération et du canton des Deux Rives avant le redécoupage départemental de 2014, Cadalen était le chef-lieu de l'ex-canton de Cadalen et avant le 1er janvier 2017 elle faisait partie de la communauté de communes Tarn et Dadou.

### Liste des maires
| Période                                  | Période  | Identité                | Étiquette | Qualité                    |
| ---------------------------------------- | -------- | ----------------------- | --------- | -------------------------- |
| mars 2001                                | 2008     | Betty Simon             |           |                            |
| mars 2008                                | 2020     | Monique Corbière-Fauvel | PS        | Conseillère départementale |
| juin 2020                                | En cours | Sebastien Brayle        | PS        |                            |
| Les données manquantes sont à compléter. |          |                         |           |                            |

## Population et société

### Démographie
L'évolution du nombre d'habitants est connue à travers les recensements de la population effectués dans la commune depuis 1793. Pour les communes de moins de 10 000 habitants, une enquête de recensement portant sur toute la population est réalisée tous les cinq ans, les populations de référence des années intermédiaires étant quant à elles estimées par interpolation ou extrapolation. Pour la commune, le premier recensement exhaustif entrant dans le cadre du nouveau dispositif a été réalisé en 2005.

En 2022, la commune comptait 1 540 habitants, en évolution de +0,79 % par rapport à 2016 (Tarn : +2,52 %, France hors Mayotte : +2,11 %).
| 1793  | 1800  | 1806  | 1821  | 1831  | 1836  | 1841  | 1846  | 1851  |
| ----- | ----- | ----- | ----- | ----- | ----- | ----- | ----- | ----- |
| 1 404 | 1 627 | 1 751 | 1 993 | 2 190 | 2 224 | 2 206 | 2 270 | 2 225 |

| 1856  | 1861  | 1866  | 1872  | 1876  | 1881  | 1886  | 1891  | 1896  |
| ----- | ----- | ----- | ----- | ----- | ----- | ----- | ----- | ----- |
| 2 103 | 2 014 | 2 004 | 1 860 | 1 842 | 1 803 | 1 791 | 1 652 | 1 586 |

| 1901  | 1906  | 1911  | 1921  | 1926  | 1931  | 1936  | 1946  | 1954  |
| ----- | ----- | ----- | ----- | ----- | ----- | ----- | ----- | ----- |
| 1 451 | 1 635 | 1 522 | 1 354 | 1 193 | 1 215 | 1 285 | 1 256 | 1 177 |

| 1962  | 1968  | 1975  | 1982  | 1990  | 1999  | 2005  | 2006  | 2010  |
| ----- | ----- | ----- | ----- | ----- | ----- | ----- | ----- | ----- |
| 1 181 | 1 136 | 1 050 | 1 072 | 1 112 | 1 206 | 1 291 | 1 318 | 1 473 |

| 2015  | 2020  | 2022  | - | - | - | - | - | - |
| ----- | ----- | ----- | - | - | - | - | - | - |
| 1 508 | 1 528 | 1 540 | - | - | - | - | - | - |

| selon la population municipale des années : | 1968 | 1975 | 1982 | 1990 | 1999 | 2006 | 2009 | 2013 |
| Rang de la commune dans le département      | 46   | 47   | 48   | 51   | 50   | 49   | 49   | 48   |
| Nombre de communes du département           | 326  | 324  | 324  | 324  | 324  | 323  | 323  | 323  |

### Service public
Centre communal d’action sociale,

### Enseignement
Cadalen fait partie de l'académie de Toulouse.
L'éducation est assurée sur la commune par un groupe scolaire école maternelle et élémentaire.

### Culture
École de musique, comité des fêtes,

### Activités sportives
L'équipe féminine de volley-ball, déjà championne de France et s'illustre depuis de nombreuses années. l'US Cadalen, club de rugby à XV où a évolué Vincent Clément, tennis, football, chasse, pétanque, randonnée pédestre,

### Écologie et recyclage
La collecte et le traitement des déchets des ménages et des déchets assimilés ainsi que la protection et la mise en valeur de l'environnement se font dans le cadre de la communauté de communes Tarn et Dadou, et du syndicat de traitement départemental TRIFYL.

## Économie

### Revenus
En 2018, la commune compte 597 ménages fiscaux, regroupant 1 498 personnes. La médiane du revenu disponible par unité de consommation est de 22 220 € (20 400 € dans le département).

### Emploi
|                | 2008  | 2013  | 2018  |
| -------------- | ----- | ----- | ----- |
| Commune        | 6,9 % | 7,5 % | 7,5 % |
| Département    | 8,2 % | 9,9 % | 10 %  |
| France entière | 8,3 % | 10 %  | 10 %  |

En 2018, la population âgée de 15 à 64 ans s'élève à 896 personnes, parmi lesquelles on compte 78,1 % d'actifs (70,6 % ayant un emploi et 7,5 % de chômeurs) et 21,9 % d'inactifs,. Depuis 2008, le taux de chômage communal (au sens du recensement) des 15-64 ans est inférieur à celui de la France et du département.
La commune fait partie de la couronne de l'aire d'attraction d'Albi, du fait qu'au moins 15 % des actifs travaillent dans le pôle,. Elle compte 282 emplois en 2018, contre 284 en 2013 et 241 en 2008. Le nombre d'actifs ayant un emploi résidant dans la commune est de 648, soit un indicateur de concentration d'emploi de 43,6 % et un taux d'activité parmi les 15 ans ou plus de 56,5 %.
Sur ces 648 actifs de 15 ans ou plus ayant un emploi, 138 travaillent dans la commune, soit 21 % des habitants. Pour se rendre au travail, 87,6 % des habitants utilisent un véhicule personnel ou de fonction à quatre roues, 1,7 % les transports en commun, 3,3 % s'y rendent en deux-roues, à vélo ou à pied et 7,4 % n'ont pas besoin de transport (travail au domicile).

### Activités hors agriculture

#### Secteurs d'activités
115 établissements sont implantés  à Cadalen au 31 décembre 2019. Le tableau ci-dessous en détaille le nombre par secteur d'activité et compare les ratios avec ceux du département,.
| Secteur d'activité                                                                                        | Commune | Commune | Département |
| Secteur d'activité                                                                                        | Nombre  | %       | %           |
| --- | ------- | ------- | ----------- |
| Ensemble                                                                                                  | 115     | 100 %   | (100 %)     |
| Industrie manufacturière, industries extractives et autres                                                | 24      | 20,9 %  | (13 %)      |
| Construction                                                                                              | 11      | 9,6 %   | (12,5 %)    |
| Commerce de gros et de détail, transports, hébergement et restauration                                    | 21      | 18,3 %  | (26,7 %)    |
| Information et communication                                                                              | 1       | 0,9 %   | (2,1 %)     |
| Activités financières et d'assurance                                                                      | 2       | 1,7 %   | (3,3 %)     |
| Activités immobilières                                                                                    | 7       | 6,1 %   | (4,2 %)     |
| Activités spécialisées, scientifiques et techniques et activités de services administratifs et de soutien | 18      | 15,7 %  | (13,8 %)    |
| Administration publique, enseignement, santé humaine et action sociale                                    | 17      | 14,8 %  | (15,5 %)    |
| Autres activités de services                                                                              | 14      | 12,2 %  | (9 %)       |

Le secteur de l'industrie manufacturière, des industries extractives et autres est prépondérant sur la commune puisqu'il représente 20,9 % du nombre total d'établissements de la commune (24 sur les 115 entreprises implantées  à Cadalen), contre 13 % au niveau départemental.

#### Entreprises et commerces
L'entreprise ayant son siège social sur le territoire communal qui génère le plus de chiffre d'affaires en 2020 est : 
- SCS Alex, travaux d'installation d'eau et de gaz en tous locaux (378 k€)

### Agriculture
La commune est dans la « plaine de l'Albigeois et du Castrais », une petite région agricole occupant le centre du département du Tarn. En 2020, l'orientation technico-économique de l'agriculture  sur la commune est la polyculture et/ou le polyélevage. 
|               | 1988  | 2000  | 2010  | 2020  |
| ------------- | ----- | ----- | ----- | ----- |
| Exploitations | 113   | 73    | 51    | 45    |
| SAU (ha)      | 3 219 | 3 600 | 3 397 | 3 856 |

Le nombre d'exploitations agricoles en activité et ayant leur siège dans la commune est passé de 113 lors du recensement agricole de 1988  à 73 en 2000 puis à 51 en 2010 et enfin à 45 en 2020, soit une baisse de 60 % en 32 ans. Le même mouvement est observé à l'échelle du département qui a perdu pendant cette période 58 % de ses exploitations,. La surface agricole utilisée sur la commune a quant à elle augmenté, passant de 3219 ha en 1988 à 3856 ha en 2020. Parallèlement la surface agricole utilisée moyenne par exploitation a augmenté, passant de 28 à 86 ha.

## Culture locale et patrimoine

### Lieux et monuments

#### Ancienne et nouvelle église Notre-Dame de Cadalen
Église Notre-Dame-de-l'Assomption de Cadalen
La construction d’une nouvelle église à Cadalen à la fin du XIXe siècle a engagé la désaffectation de son ancienne église Notre-Dame, devenue trop petite. Celle-ci fut alors convertie en école, dans son porche, et en hôtel de ville, dans sa nef.

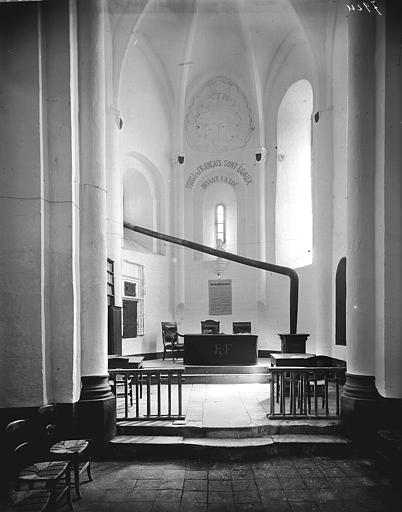
À la fin du XIXe siècle, la nef de l'église Notre-Dame est alors la mairie.

Elle bénéficie d’un classement à l’inventaire supplémentaire des Monuments Historiques en 1927, grâce à la qualité des sculptures de son portail sud, de style roman. En 1951, l’effondrement de son clocher emporte dans sa chute les voûtes et le mur sud de l’église, n’épargnant que le porche et son beau portail. Désireuses de revaloriser cet édifice, la mairie et la communauté de communes Tarn et Dadou ont relancé un projet de création d’une médiathèque intercommunale, à l’intérieur des ruines. C’est dans cette perspective que le service régional de l’Archéologie a prescrit une étude préalable de l’édifice afin d’évaluer le « potentiel archéologique » de son sous-sol, d’identifier ses niveaux de sol originels et l’altitude des fondations des murs. Confiée à la société Hadès, l’étude a été menée par deux archéologues durant un mois.

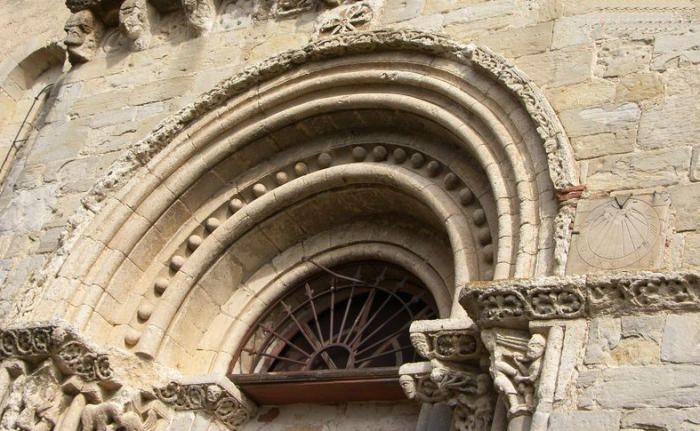
Portail roman orienté sud.

D’après l’analyse du bâti, il semble que la construction de l’église s’est effectuée d’est en ouest, en commençant par l’abside, lieu le plus sacré de l’édifice. Construite en pierres de taille layées, elle était parcourue à l’intérieur d’une banquette haute d’environ un mètre dans la nef, et presque le double dans l’abside. L’étude de l’église Notre-Dame de Cadalen a mis en évidence les étapes de sa construction et permis de compléter son plan. De plus, on peut désormais affirmer que son sol d’origine se trouve bien plus bas que le dernier sol de carreaux de terre cuite encore partiellement conservé aujourd’hui.
Seul le mur de l’abside possède une tranchée de fondation ce qui nous suggère que l’église était peut-être charpentée à l’origine, le sanctuaire ayant alors été l’unique élément couvert par une voûte.
Les deux sondages effectués montrent que le sol médiéval de l’édifice se trouvait au moins à 70 cm sous le niveau de sol actuel. La mise au jour d’une sépulture du côté sud-ouest de la nef nous a permis de constater que des inhumations sont encore en place une quinzaine de centimètres au-dessus des niveaux géologiques, du moins dans cette partie de l’église. Plus tard, les murs de pierre ont été surélevés d’une maçonnerie de briques contemporaine de la construction des voûtes sur croisées d’ogive. La suppression de la banquette pourrait remonter à cette époque.
La mise au jour d’un épais remblai contenant de nombreux ossements humains montre que la surélévation du sol – de 60 à 80 cm – a été effectuée en bouleversant des sépultures antérieures. L’étude de la céramique et des monnaies recueillies permettra de vérifier l’hypothèse d’un remaniement récent (XVIe - XVIIe siècle). Ce rehaussement pourrait être lié soit à la construction des voûtes, soit à la surélévation du clocher qui fut agrémenté d’une tour polygonale à une date indéterminée. D’ailleurs, ces deux remaniements majeurs sont peut-être contemporains.

#### Château de Cadalen ou de Madron
Le château actuel est une bâtisse flanquée de deux tourelles et datant du XIXe siècle, mais il existe un château fort à Cadalen depuis le XIe siècle, dont l'histoire fut liée aux Trencavel et aux guerres de Religion.

#### Manoir de Bouliou
Le manoir de Bouliou est un austère logis, perdu au milieu de champs. Il présente des fenêtres à meneaux depuis la Renaissance, et son donjon fut postérieurement doublé d'une construction de même dimension.
Le manoir primitif est construit à une date inconnue, peut-être au XIIe siècle comme le château voisin du Castela. La bâtisse actuelle n'est certainement pas antérieure au XVe siècle, mais son donjon rappelle des constructions plus anciennes de la région. Il a appartenu aux seigneurs de Brens et de Lasgraïsses, qui y ont peut-être séjourné. Sans être particulièrement fortifié, il pouvait résister à d'éventuelles attaques. La région ayant été touchée par les guerres de Religion, il fut peut-être assailli durant cette époque.
- Église Saint-Jean-Baptiste de Gabriac. L'édifice a été inscrit au titre des monuments historiques en 1927[49]. Plusieurs objets sont référencés dans la base Palissy (voir les notices liées)[49].
- Église Saint-Jean-du-Vigan de la Foubirane.
- Chapelle Saint-Pierre de Bézelle de Cadalen.

### Personnalités liées à la commune
- Les ancêtres du poète Francis Jammes ont vécu à Cadalen.[réf. nécessaire]
- Derrick Harriott a enregistré son grand classique, « The Loser », en 1974 à Cadalen, accompagné par Sly and Robbie lors de leur passage en France.
- Pierre Teysseyre, footballeur né sur la commune.
- Oriane Amalric (née en 1990), joueuse française de volley-ball originaire de la commune.

## Pour approfondir